# Enoch von Ascoli
Enoch von Ascoli (* um 1400 bei Ascoli Piceno; † um 1457), italienisch Enoch d’Ascoli oder lateinisch Enoch Asculanus war ein humanistischer Lehrer und Beauftragter des Papstes Nikolaus V. zur Suche nach Handschriften mit klassischen Texten.

## Leben
Enoch von Ascoli wurde von Francesco Filelfo erzogen. Er war Lehrer der Söhne von Cosimo de’ Medici. Um 1440 lehrte er in Perugia, dann in Rom.

## Leistungen
Er war ein italienischer humanistischer Gelehrter und Beauftragter des Papstes Nikolaus V. für die Suche nach Handschriften mit klassischen Texten. Im Auftrag dieses Papstes suchte er Handschriften, zuerst im Mittleren Osten und dann im Norden Europas (Deutschland, Dänemark, Norwegen).
In einem Brief schrieb Nikolaus V. 1451 an Enoch von Ascoli und verpflichtete ihn, die klösterlichen Bibliotheken in Deutschland nach antiken Texten zu durchsuchen, die durch die Schuld früherer Zeitalter verloren wurden (culpa superiorum temporum sunt deperditi). Der Papst machte deutlich, dass es sein Ziel sei, eine große Bibliothek zu schaffen: so dass wir eine Bibliothek aller lateinischen und griechischen Bücher haben, für den allgemeinen Nutzen gelehrter Männer, die dem Ansehen des Papstes und des Heiligen Stuhls ziemt (ut pro communi doctorum virorum comodo habeamus librorum omnium tum latinorum tum grecorum bibliothecam condecentem pontificis et sedis apostolicae dignitati).
1455 kauft er in der Abtei Hersfeld die Handschrift Codex Hersfeldensis (mit Germania, Agricola und Dialogus de oratoribus des Tacitus sowie Grammatiker und Rhetoren aus De viris illustribus von Sueton). Im Kloster Fulda erwarb er eine Handschrift des Kochbuchs De re coquinaria (Über die Kochkunst).